# Vía Ricardo J. Alfaro
La Vía Ricardo J. Alfaro (conocido popularmente como Tumba Muerto) es una de las tres arterias principales de la ciudad de Panamá, junto con la Vía Simón Bolívar y la Vía España. En la misma circulan unos 65 mil vehículos diariamente
La construcción de la actual vía fue hecha entre los años 1973 y 1978 con el propósito de desahogar el tráfico creciente que estaba recibiendo la Vía Simón Bolívar, recibiendo el nombre del expresidente y diplomático Ricardo J. Alfaro, quien había fallecido en 1971. Con la inauguración de la vía, la Ciudad de Panamá desarrolló un crecimiento residencial e industrial en su zona oeste durante la década de 1980 hasta colindar con el río Curundú, que era la frontera de la antigua Zona del Canal de Panamá.
Nace de la intersección con la Ave. Manuel Espinosa Batista que pasa por debajo del puente vial de la Vía Simón Bolívar, conocido también como Puente de la Cervecería. Recorre todo el corregimiento de Bethania, hasta unirse nuevamente con la Vía Simón Bolívar y con la Avenida Domingo Díaz en el distrito de San Miguelito.

## «Tumba Muerto»

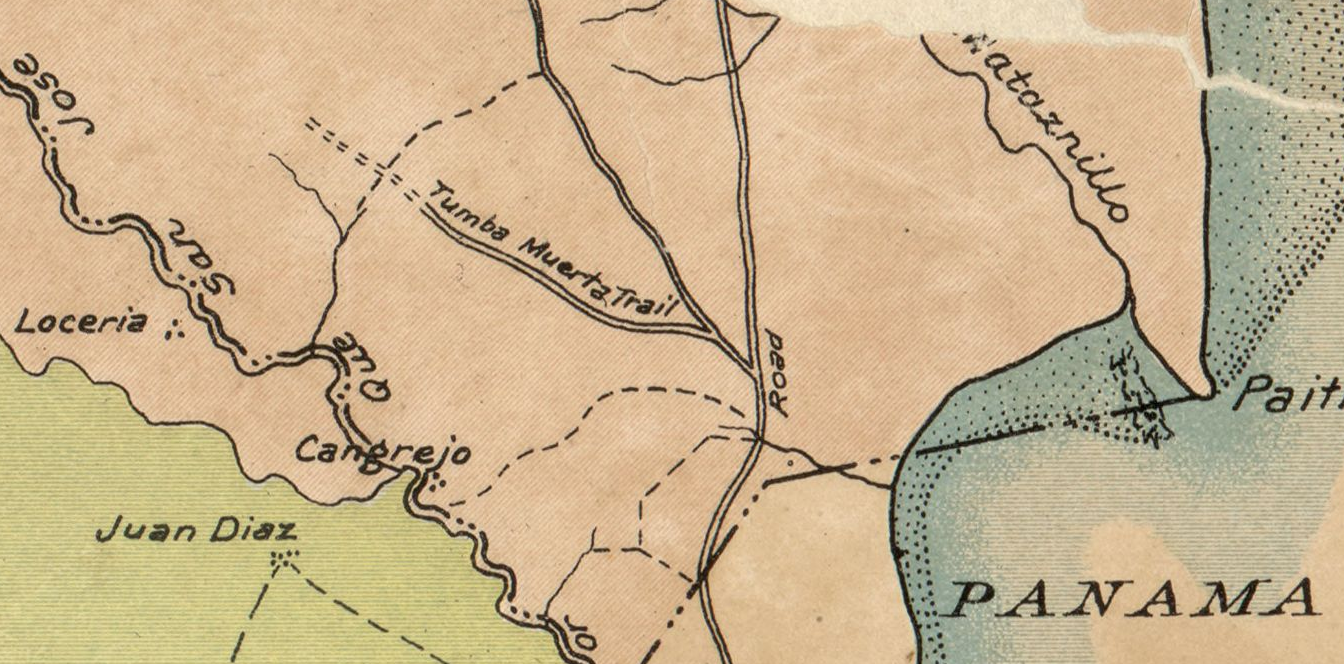
Detalle de un mapa de la antigua Zona del Canal hecho en 1911, mostrando un camino en las afueras de la capital de Panamá, con el nombre «Tumba Muerta Trail» («Sendero Tumba Muerta»).

El nombre «Tumba Muerto» se refiere a una leyenda urbana en donde la zona antiguamente formaba parte de las afueras de la ciudad capital y estaba conformada por grandes potreros cuyos dueños poseían ganado, y se convirtió en un punto importante en el traslado y venta de leche en la capital. Sin embargo, en algún momento se detectaron retrasos en las entregas que estaban generando problemas, hasta que un dueño de los potreros interrogó a los ordeñadores, quienes le revelaron que esperaban a que amaneciera para no encontrarse con un fantasma de un muerto con una soga al cuello que merodeaba en las madrugadas.
Dicho dueño quiso resolver el asunto y un día llegó a encontrarse con el supuesto muerto, lanzando un tiro de revólver al aire, causando miedo al espectro quien pidió que no lo matase. Al final, se descubrió que el supuesto fantasma era un ladrón de leche que se colgaba de un árbol con el propósito de asustar a los ordeñadores, quienes huían del espanto y dejaban la mercancía.
El nombre del camino donde ocurrió el suceso se le denominó como «Tumba Muerta», y en los primeros años de la época republicana de Panamá ya se tenía registrado dicho nombre. Se ignora cuándo pasó a denominarse como «Tumba Muerto», pero es anterior a la construcción de la vía actual.